# جان مارسيل
جان مارسيل (بالتشيكية: Jan Marcell)‏ هو منافس ألعاب قوى تشيكي، ولد في 4 يونيو 1985 في برنو في التشيك.

## وصلات خارجية
- جان مارسيل على موقع الاتحاد الدولي لألعاب القوى (الإنجليزية)
- جان مارسيل على موقع اللجنة الأولمبية الدولية (الإنجليزية)
- جان مارسيل على موقع أوليمبيديا (الإنجليزية)
- جان مارسيل على موقع اللجنة الأولمبية التشيكية (التشيكية)